# Station Enschede

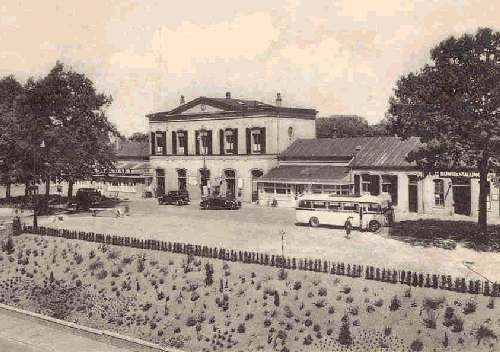
Stations SS in 1943

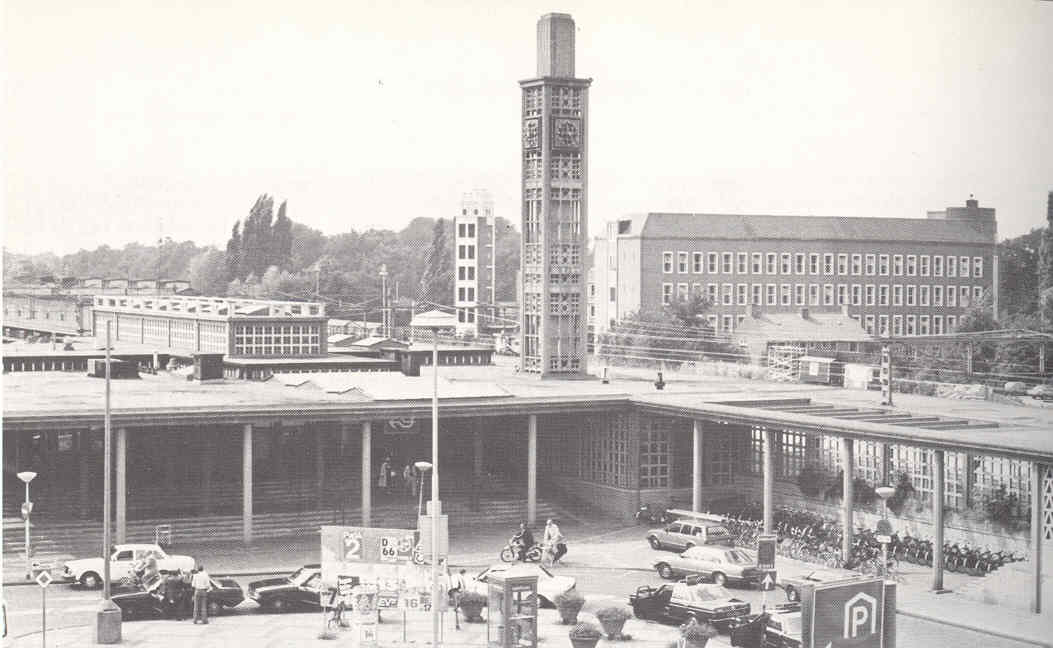
Station van Schelling in de jaren 60

Station Enschede is een Nederlands station. Het werd geopend op 1 juli 1866, het huidige stationsgebouw stamt uit 1950. Het station ligt aan de rand van het centrum van Enschede en werd oorspronkelijk buiten de stad gebouwd aan staatsspoorlijn D (Zutphen – Glanerbeek; geopend tussen 1865 en 1868).

## Station SS of Staatsspoor (1866-1950)
Op 1 juli 1866 kreeg Enschede een station aan de spoorlijn Zutphen – Glanerbeek. Het stationsgebouw was het type Staatsspoor nieuw type 3e klasse. Ook Hengelo had van 1866 tot 1899 zo'n station. De huidige stations van Meppel (1865) en Station Zuidbroek (1865) zijn ook van dit type.
Het gebouw werd gekenmerkt door een hoge middenrisaliet met versierde fronton, met uurwerk. Aan weerszijden een lage vleugel. Twee lage gebouwtjes opzij daarvan, verbonden door een muur. Ontwerper van de eerste generatie Waterstaatstations is vermoedelijk de (werktuig)bouwkundige K.H. van Brederode. Geen hoog aangeschreven architect, maar dat werd voor de staat niet van belang geacht. Men bouwde eenvoudigweg naar de smaak van de tijd en voor de rest ging het er vooral om dat de gebouwen "economisch, deugdelijk en functioneel" waren.

## Station van Schelling
Het huidige stationsgebouw is van na de Tweede Wereldoorlog. In 1949 werd met de bouw begonnen en op 28 oktober 1950 werd het geopend. Architect H.G.J. Schelling (1888-1978) ontwierp het station als mix tussen kopstation en parallelstation. De laatste functie verloor het in 1981 met de opheffing van de treindienst naar Gronau (Duitsland). Hierdoor ontstond een groot kopstation, waarbij de verschillende stationsdiensten vreemd gelegen waren langs de voormalige internationale sporen.
In het Enschedese wederopbouwplan van na 1945  werden grote wijzigingen doorgevoerd in de hoofdwegenstructuur. Hierdoor werd de spoorlijn in westelijke (Hengelose) richting opgehoogd. Een nieuw station was hierdoor noodzakelijk, iets wat ook wenselijk was door de toenmalige ligging. Het oude Staatsspoorstation lag verder buiten het centrum van de stad dan het huidige.
Architect Schelling ontwierp na 1945 diverse stationsgebouwen, waaronder dat van Hengelo (1951), Zutphen (1952) en Arnhem (1954), die allen zijn gebouwd in de stijl van de Nieuwe zakelijkheid. Kenmerkend is het beton gebruik en de vele zuilen. Het ontvangstgebouw is gericht op de kopsporen. Het gebouw is opgezet uit modules van 5,25 × 5,25 meter. De ontvangsthal is voor Schelling het belangrijkste onderdeel van het station. Niet vanwege haar hoogte, maar vanwege haar openheid. Deze openheid stimuleerde hij door open sluitstenen te gebruiken. De haakvormige plattegrond bakent een stationsplein af wat oorspronkelijk gebruikt werd voor als busstation en taxistandplaats. In de jaren 1970 werd het busstation verplaatst naar de zijkant van het gebouw, waardoor de hoofdingang nauwelijks meer gebruikt werd omdat reizigers vooral via de zijtrap het station betraden.

### Verbouwing en vernieuwingen
Tot 1981 vertrokken treinen naar Gronau vanaf de oostzijde van spoor 4 (4b). Dit spoor 4 was toen een doorlopend spoor, al waren er geen doorgaande treindiensten. Op dit perron waren ook de douaneformalteiten. In 1981 werd deze dienst opgeheven. 
In 2000 werd het station ingrijpend verbouwd. De zijingang verdween en midden in de grote ontvangsthal werd een nieuwe ingang gemaakt.
Sinds 18 november 2001 is er weer een treindienst naar Gronau en Münster/Dortmund. De treinen vertrokken van een nieuw gebouwd perron, en een nieuw aangelegd spoor 5, via de overweg bereikbaar. Er was geen railverbinding van spoor 5 naar de rest van het station. Daarmee is Enschede in feite een dubbel kopstation geworden. Bij de vernieuwing van het emplacement in 2013 werd dit spoor weer buiten dienst gesteld en sindsdien vertrekken de Duitse treinen op het oostelijke gedeelte van spoor 4 (4b). Er is echter nog steeds geen railverbinding, spoor 4a (vanuit het westen) en 4b (vanuit het oosten) eindigen elk in een stootblok vanwege de verschillende spoorwegbeveiligingssystemen in Nederland en Duitsland. Er is zelfs een looppad vanaf de noordzijde tussen de twee stootblokken door naar het perron. Er zijn plannen om 4a en 4b weer aan elkaar te koppelen en een doorgaande treindienst te laten rijden.
Wegens de emplacementsvernieuwing werd het station in de zomerperiode van 2013 buiten dienst gesteld. Alle sporen en bovenleidingen zijn toen vervangen. Het perron tussen sporen 1 en 2 werd verlengd om ruimte maken voor de lange intercitytreinen, die voorheen op spoor 4a stopten. De stoptreinen zijn verplaatst naar sporen 3 en 4a. Spoor 5 is buiten dienst gesteld. Door de vervanging van de sporen en vermindering van het aantal wissels is het omgevingslawaai afgenomen. Tot de werkzaamheden was dit emplacement het oudste van Nederland.

## Treinverbindingen
De volgende treinseries stoppen in Enschede:
| Serie       | Treinsoort                            | Route | Bijzonderheden |
| ----------- | ------------------------------------- | --- | --- |
| 1700        | Intercity (NS)                        | Den Haag Centraal – Gouda – Utrecht Centraal – Amersfoort Centraal – Apeldoorn – Deventer – Almelo – Hengelo – Enschede | Rijdt na 20:00 uur tussen Enschede en Utrecht Centraal en rijdt dan vanaf Utrecht Centraal door als Intercity 2800 naar Rotterdam Centraal. |
| 7000        | Sprinter (NS)                         | Apeldoorn – Deventer – Almelo – Hengelo – Enschede                                                                      | Rijdt in de spits van/naar Enschede |
| 7900 RS 23  | Sprinter (Keolis)                     | Zwolle – Almelo – Hengelo – Enschede                                                                                    | Onderdeel van Blauwnet |
| 17900 IC 23 | Intercity (Keolis)                    | Zwolle – Almelo – Hengelo – Enschede                                                                                    | Onderdeel van Blauwnet. Rijdt alleen op werkdagen overdag en 1x per uur.                                                                    |
| 20180 RB 64 | Regionalbahn (DB Regio NRW)           | Münster (Westf) Hbf – Steinfurt-Burgsteinfurt – Gronau (Westf) – Enschede                                               | Euregio-Bahn |
| 20250 RB 51 | Stoptrein/Regionalbahn (DB Regio NRW) | Dortmund Hbf – Preußen – Lünen Hbf – Coesfeld (Westf) – Gronau (Westf) – Enschede                                       | Westmünsterland-Bahn Dortmund-Lünen 2x per uur, van/naar Enschede en in het weekend 1x per uur                                              |

In de zomers van 2009 en 2010 werd een proef gehouden met een nachttrein tussen Enschede en Schiphol, deze reed eenmaal per nacht. Op 11 december 2011 heeft DB Regio de treindienst Enschede – Dortmund Hbf overgenomen van de Prignitzer Eisenbahn. De laatste Intercity uit de 1700-serie (richting Den Haag Centraal) rijdt in de late avond niet verder dan Utrecht Centraal.

## Busverbindingen
Het busstation bevindt zich aan de voorzijde van het station en telt elf perrons. Vanaf dit busstation vertrekken de bussen naar de verschillende wijken van Enschede, alsmede naar verschillende plaatsen in Twente en de Achterhoek. De busdiensten worden verzorgd door Arriva. De busdiensten binnen Twente rijden onder de naam RRReis. De belbus naar Duitsland wordt verzorgd door de Duitse vervoerder RVM.
| Lijn | Route | Bijzonderheden                          |
| ---- | --- | --------------------------------------- |
| 1    | Wesselerbrink - Boswinkel - Centrum - Centraal Station - Twekkelerveld - Kennispark - Universiteit Twente |                                         |
| 2    | Helmerhoek - Wesselerbrink - Centrum - Centraal Station - Roombeek - Deppenbroek                          |                                         |
| 3    | Centraal Station - Wooldrik - De Eschmarke - Glanerbrug                                                   |                                         |
| 4    | Stroinkslanden - Centrum - Centraal Station - Volkspark - Stadsveld - 't Zwering                          |                                         |
| 5    | Centraal Station - Centrum - Veldkamp - Stadsveld - Helmerhoek                                            |                                         |
| 6    | Stokhorst - 't Ribbelt - Centrum - Centraal Station                                                       |                                         |
| 7    | Centraal Station → Haven → Marssteden → Josink Es → Centraal Station                                      | Rijdt niet 's avonds en in het weekend. |
| 9    | Enschede Centraal Station - Universiteit - Hengelo Centraal Station                                       |                                         |

| Lijn | Route                                                | Via                                                                  | Bijzonderheden |
| ---- | ---------------------------------------------------- | -------------------------------------------------------------------- | -------------- |
| 60   | Enschede Centraal Station - Oldenzaal Station        | Oldenzaal De Thij                                                    |                |
| 61   | Enschede Centraal Station - Overdinkel Schoolstraat  | Losser                                                               |                |
| 62   | Enschede Centraal Station - Denekamp Onder de Linden | Lonneker, Oldenzaal, Beuningen                                       |                |
| 63   | Enschede Centraal Station - Borculo Busstation       | Haaksbergen, Neede                                                   |                |
| 73   | Enschede Centraal Station - Winterswijk Station      | Enschede P+R Zuiderval, Eibergen, Groenlo, Meddo                     |                |
| 74   | Enschede Centraal Station - Doetinchem Station       | Enschede P+R Zuiderval, Eibergen, Groenlo, Lichtenvoorde, Varsseveld |                |

| Lijn | Route                                               | Via     | Bijzonderheden                     |
| ---- | --------------------------------------------------- | ------- | ---------------------------------- |
| 505  | Centraal Station - Hogeland                         | Centrum | Rijdt niet 's avonds en op zondag. |
| 506  | Enschede Centraal Station - Boekelo Marcellinuskerk | Usselo  | Rijdt niet 's avonds en op zondag. |

| Lijn | Route                                            | Bijzonderheden |
| ---- | ------------------------------------------------ | -------------- |
| T88  | Enschede Centraal Station - Ahaus Alstätte Markt |                |

## Vroegere stations in Enschede

### Station Noord of GOLS(1885-1989)

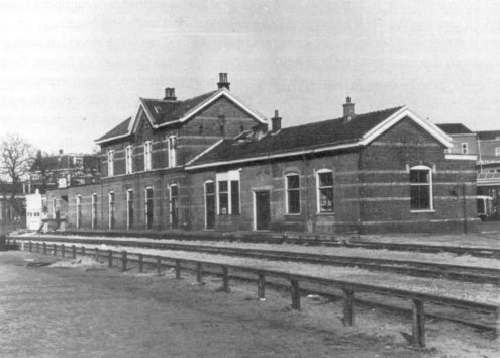
Stations Noord of GOLS in 1980

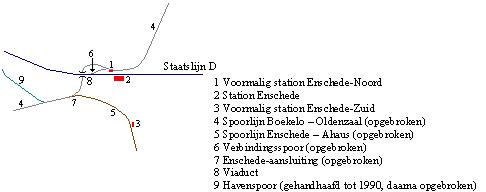
Overzichtskaartje van de stations van Enschede

Aan de spoorlijn (Winterswijk –) Haaksbergen – Enschede – Oldenzaal werd op 7 december 1885 station Enschede GOLS geopend. GOLS staat voor Geldersch-Overijsselsche Lokaalspoorweg-Maatschappij. Het station deed dienst voor goederenvervoer tot in de jaren 80 en was van het type GOLS-groot, waarvan er in Gelderland en Overijssel diverse werden gebouwd. Op dit moment zijn hiervan de stations van Haaksbergen, Groenlo, Terborg en Aalten nog aanwezig. Enschede Noord werd in 1989 gesloopt.

### Enschede-Zuid(1903-1945)
In het zuiden van de stad, op de plek waar de huidige Zuiderval de Getfertsingel kruist, lag vroeger station Enschede Zuid. Dit station aan de spoorlijn Enschede – Ahaus (Duitsland) was een belangrijk overlaadstation voor steenkool. Tot in de jaren 90 waren handelaren in brandstoffen gevestigd rond het voormalige emplacement. Het station werd geopend op 25 april 1903 en gesloten in 1945.

## Afbeeldingen

Luchtfoto van Enschede met op de voorgrond het station

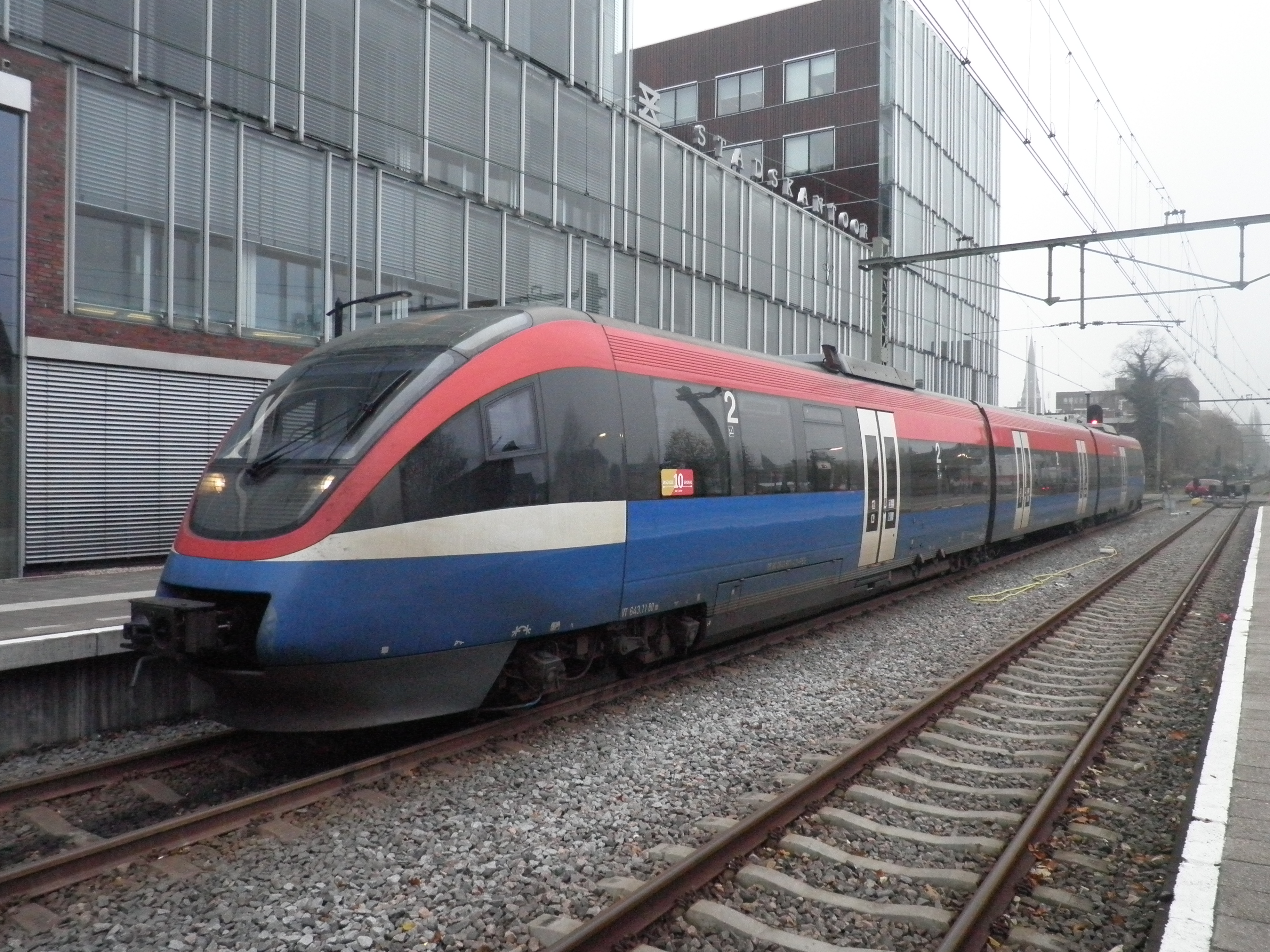
DB Regio op Enschede (op het voormalige spoor 5)
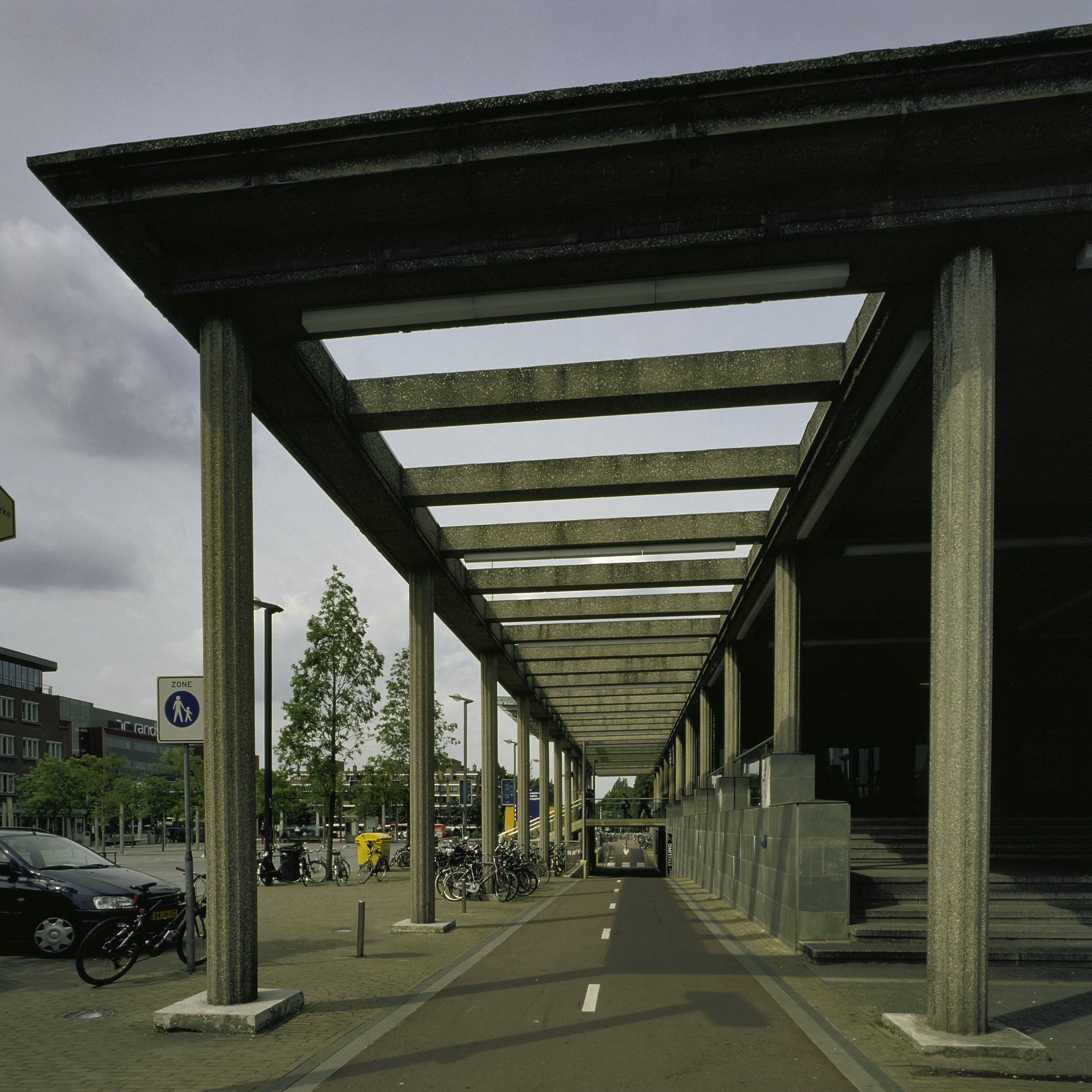
Het fietspad langs de oostzijde van het station.
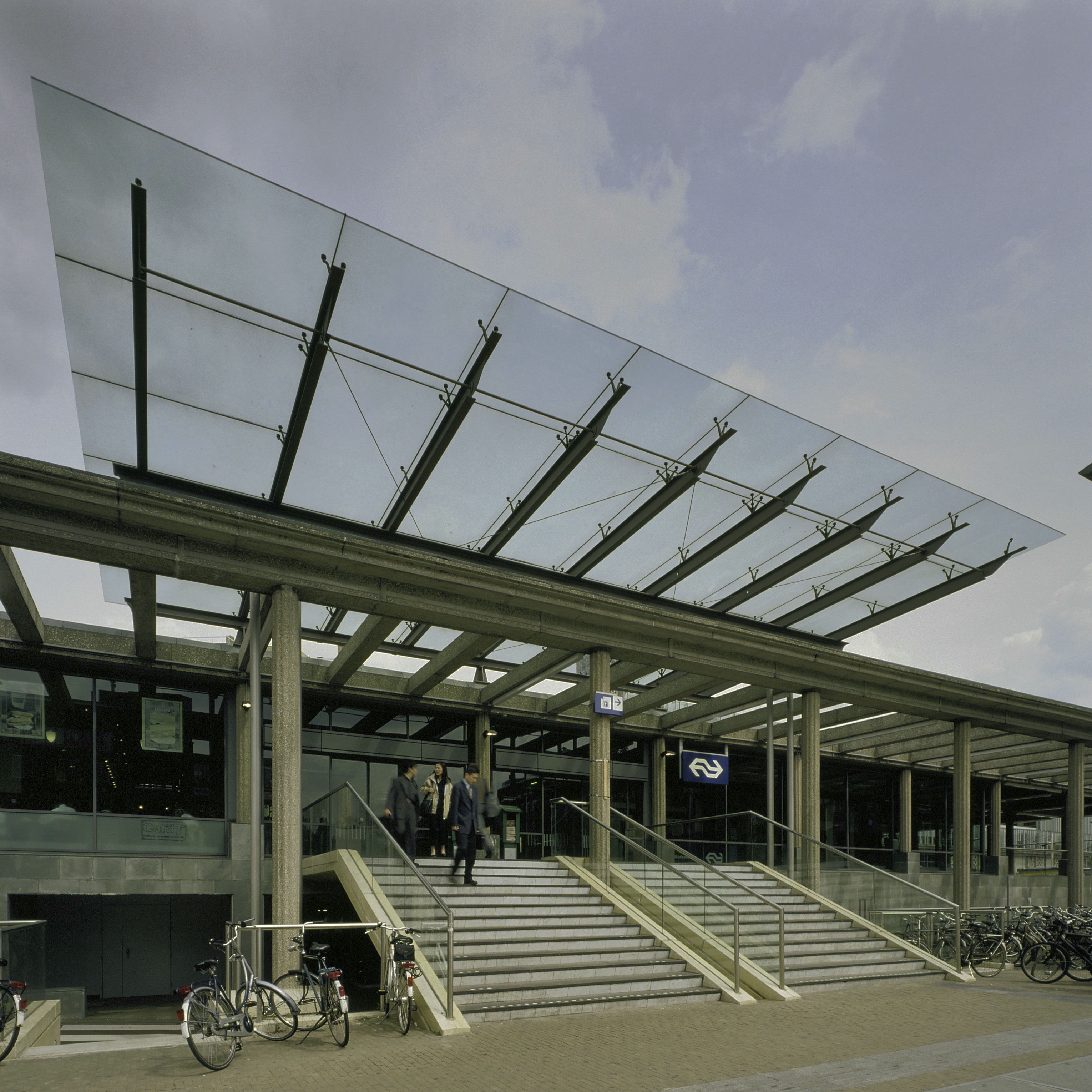
Hoofdingang van station.
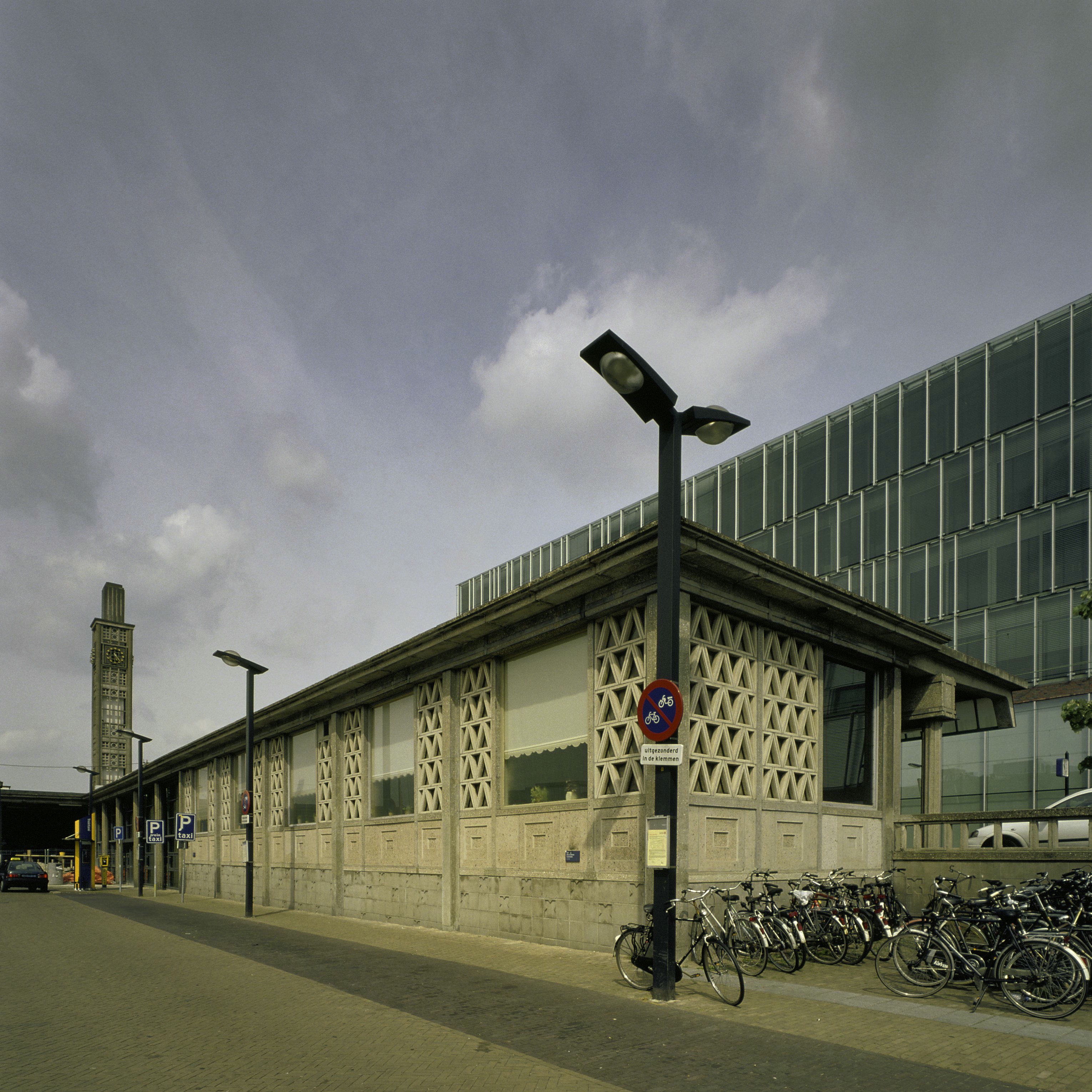
Bijgebouw van het station aan spoor 4b
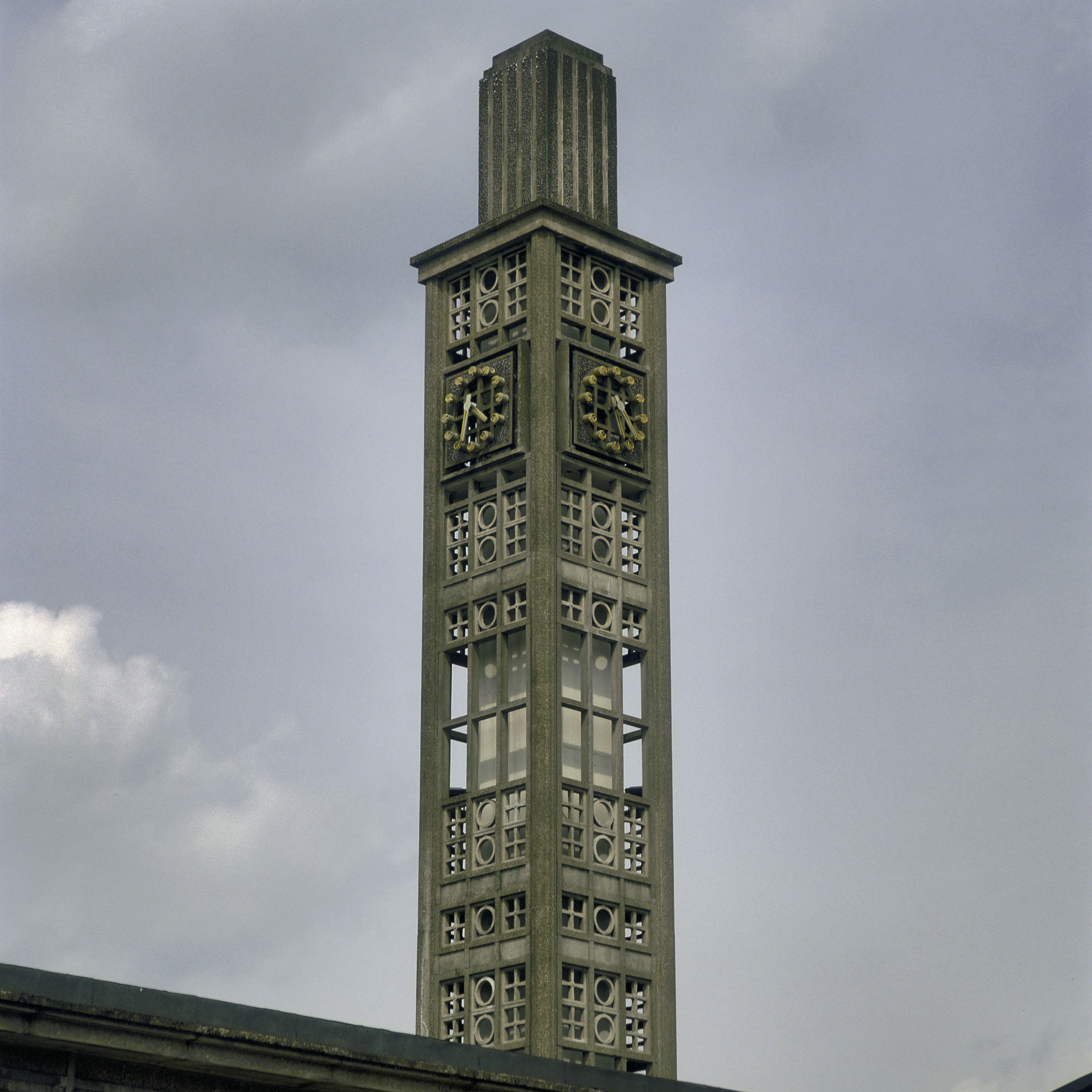
Klok van het station.
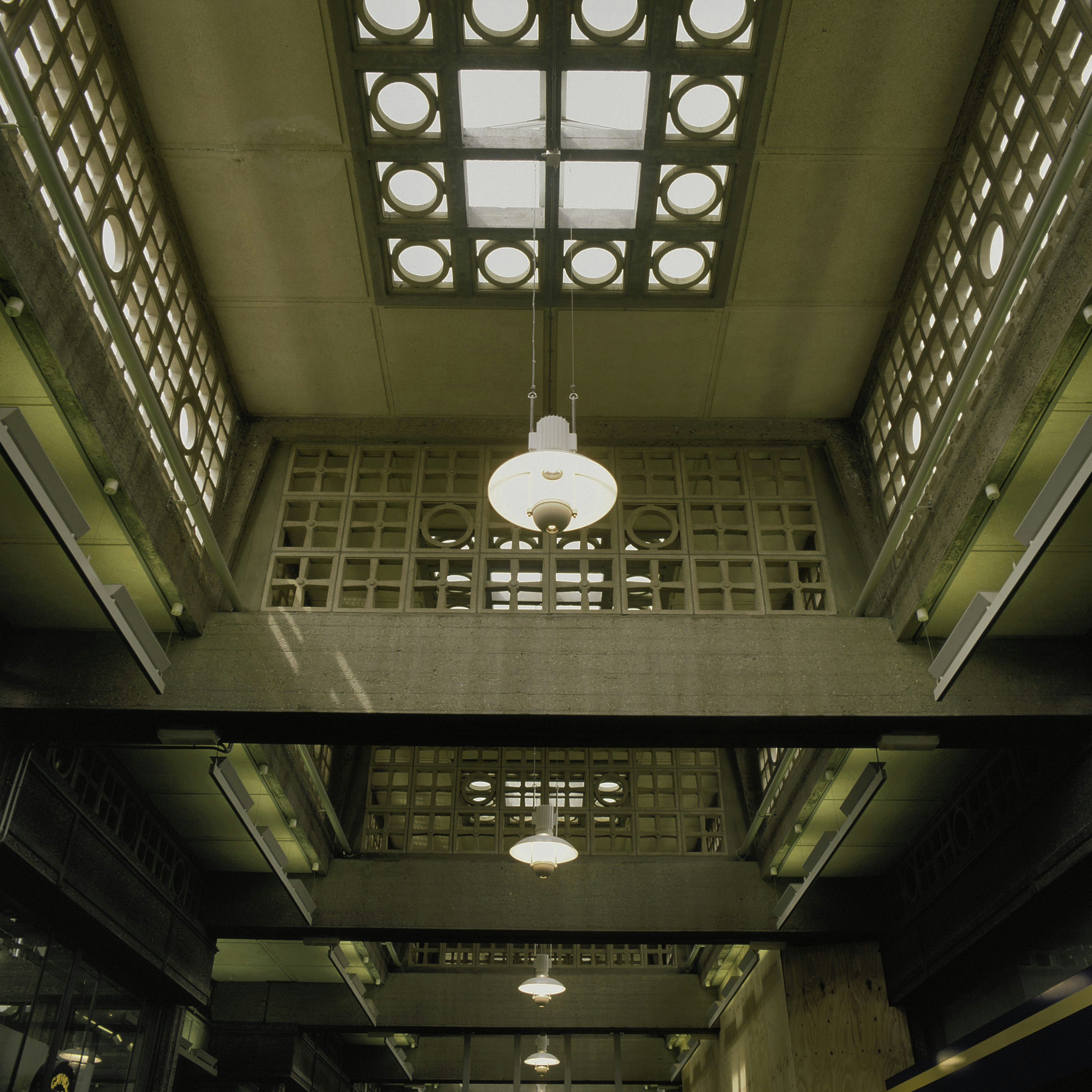
Plafond van de stationshal
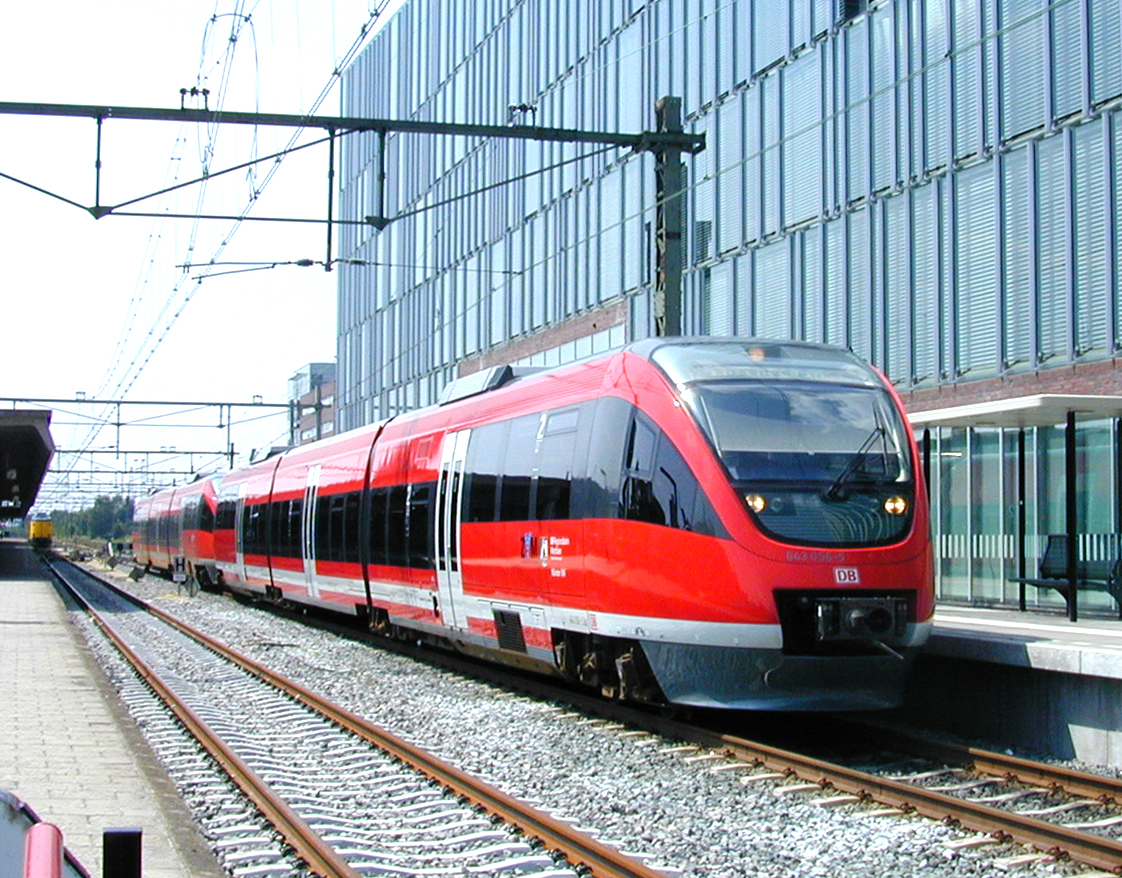
DB Regio op Enschede (op het voormalige spoor 5)
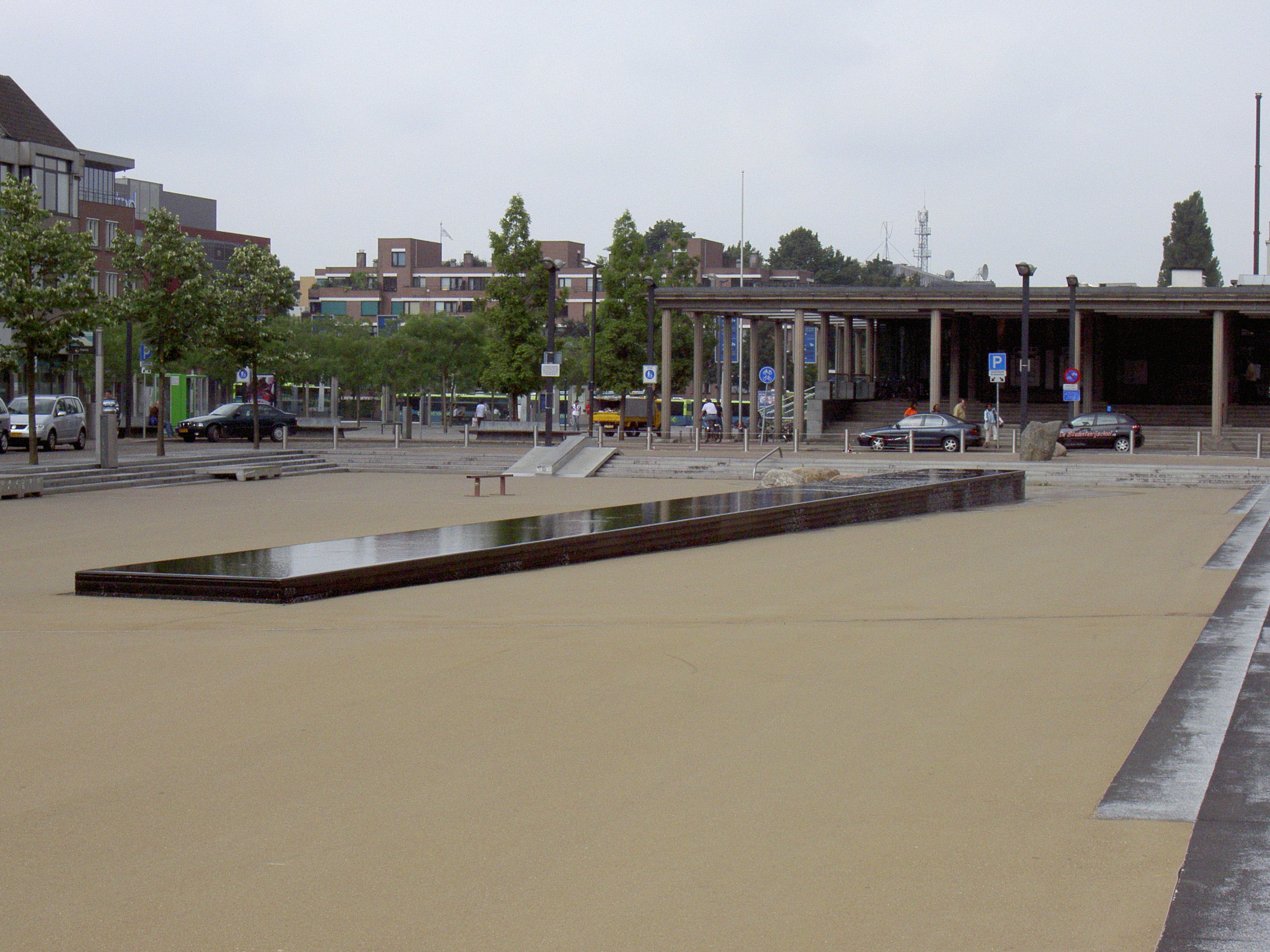
Stationsplein van Enschede
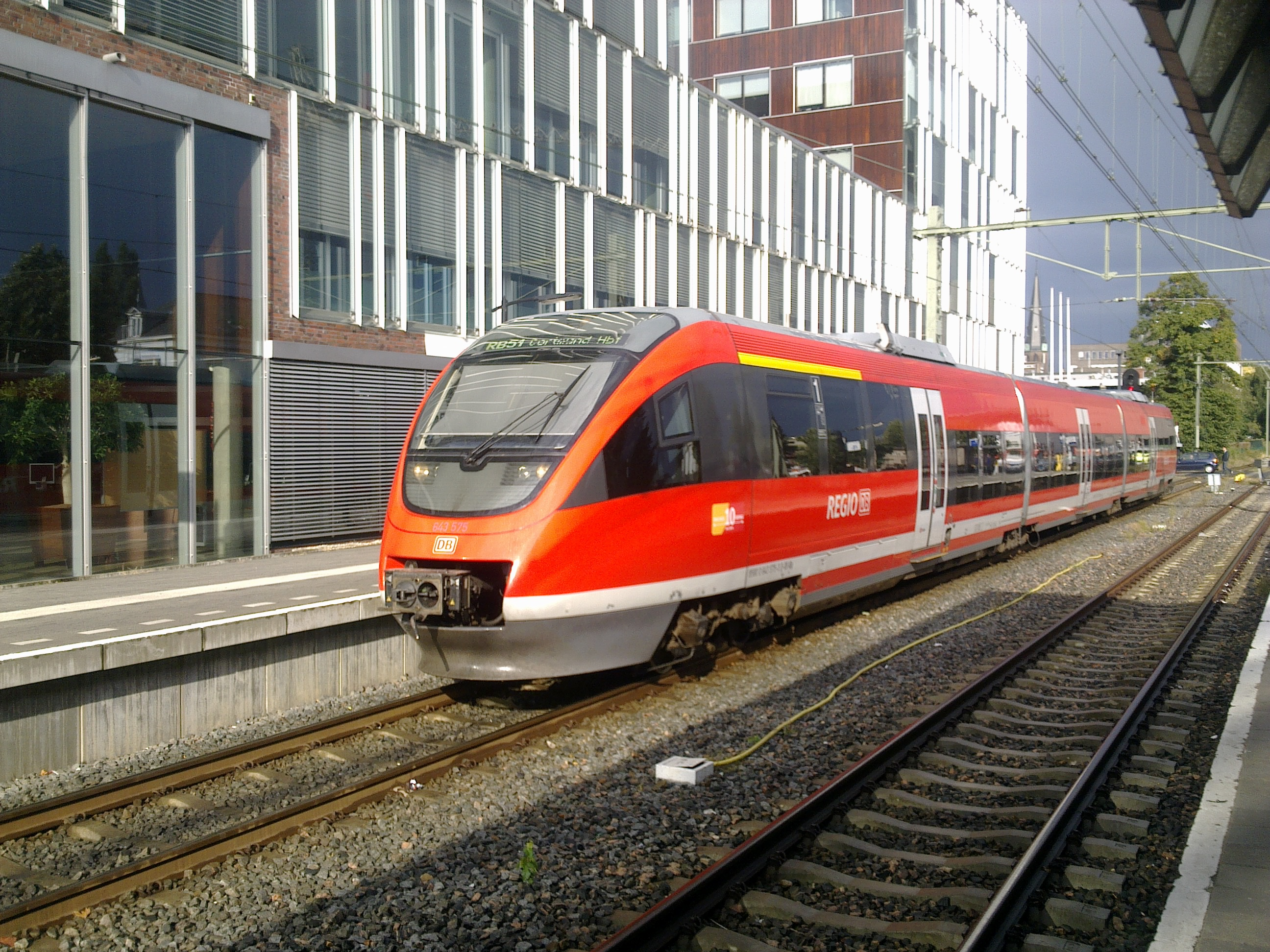
DB Regio op Enschede (op het voormalige spoor 5)
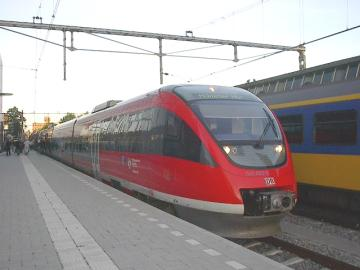
DB Regio op Enschede (op het voormalige spoor 5)
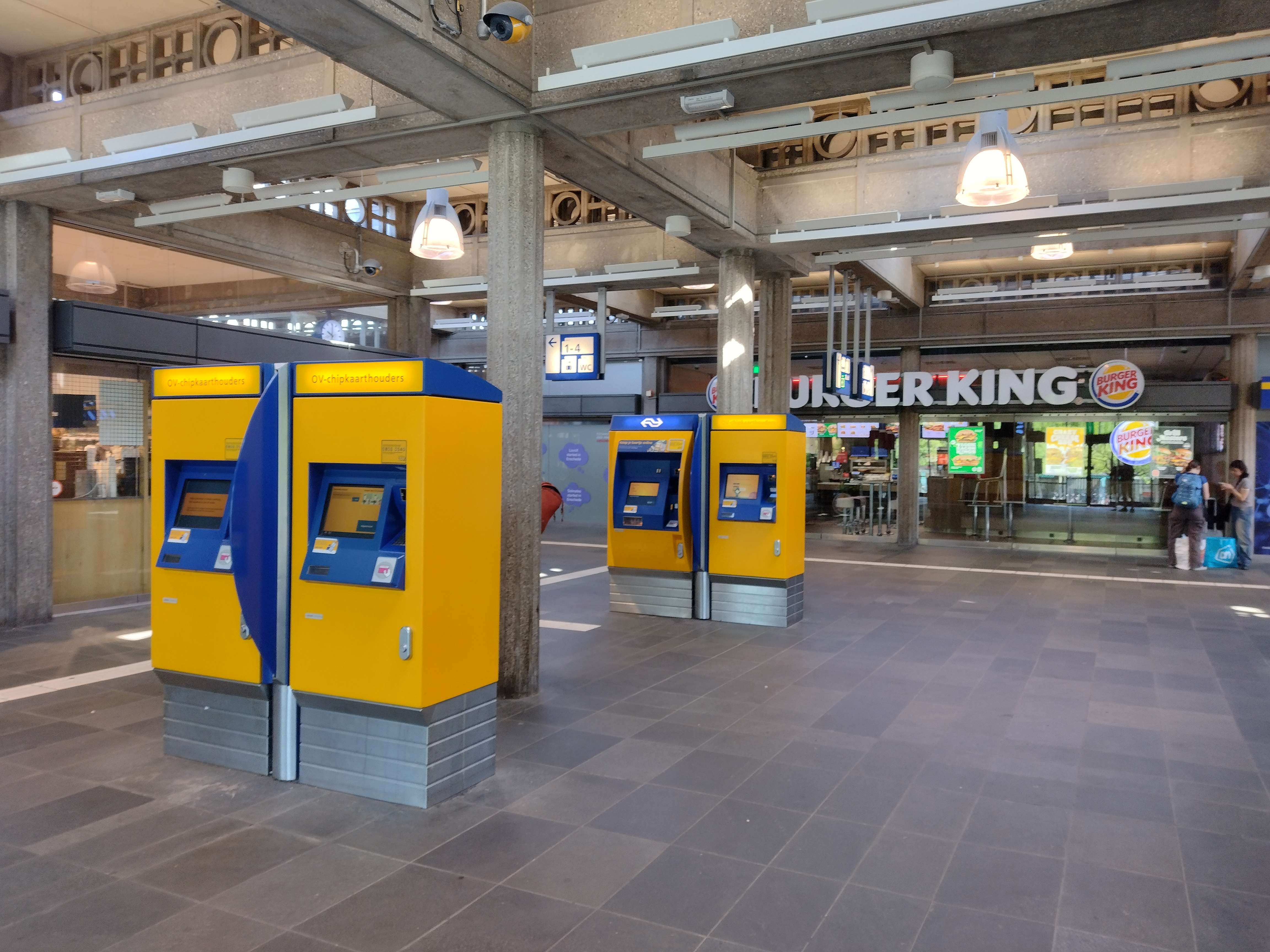
Stationshal

## Ontwikkeling aantal reizigers
Het aantal door NS vervoerde reizigers (per gemiddelde werkdag) ontwikkelde zich sedert 2019 als volgt:
| Jaar | Aantal reizigers |
| ---- | ---------------- |
| 2019 | 9.645            |
| 2020 | 4.298            |
| 2021 | 4.999            |
| 2022 | 7.178            |
| 2023 | 8.339            |
| 2024 | 8.334            |